# A korona aranyból van (tévéjáték)
A korona aranyból van egy színes magyar tévéjáték, dráma Kocsis István azonos című írása után Radó Gyula rendezésében.
Bemutatására 1979. augusztus 22-én, szerdán 21.45-ös kezdettel az M1-en került sor; szeptember 1-jén, szombaton 18.08-as időpontban az M2-n ismételték.

## Készítették
- Rendező: Radó Gyula
- Írta: Kocsis István
- Díszlettervező: Balló Gábor
- Operatőr: Illés János, Czabarka Péter, Gurbán Miklós, Szalay Z. László

## Szereplők
| Szerep        | Megjegyzés | Színész         |
| ------------- | --- | --------------- |
| Stuart Mária  | Skócia királynője 1561-ben a Skóciába történt hazatérése után | Tarján Györgyi  |
| Bothwell      | katonai parancsnok, Stuart Mária későbbi 3. férje | Koltai Róbert   |
| Moray         | a koronatanács elnöke, Stuart Mária bátyja, aki az apjuknak, V. Jakab skót királynak a házasságon kívüli kapcsolatából született, viszont a drámában és a filmben ez rejtve marad, hiszen a királynőnek arra kérdésére, ki venné feleségül a tanács tagjai közül, Moray neve is felmerül, de ez nem politikai, hanem incesztuózus okokból lett volna lehetetlen | Tordy Géza      |
| Mailland      | Skócia államtitkára | Márkus László   |
| Knox          | kálvinista egyházfõnök | Kézdy György    |
| Chastelard    | a királynõ titkára | Kern András     |
| Melville      | követ | Balázs Péter    |
| Első lord     | | Szombathy Gyula |
| Második lord  | | Perlaky István  |
| Harmadik lord | | Koroknai Géza   |

## A királynő alakjának megformálása
Tarján Györgyi vallomása a szereppel kapcsolatban 1978. december 30-ától 1979. február 12-éig:
„Január 6. Félek. Nagyon félek. Még csak ötven oldalt vettem át a szerepkönyvből. Pedig mással sem foglalkozom, csak a szerepemmel. Miért megy hát olyan nehezen? ...
Január 14. Családi segítséggel átvettem az egész szerepkönyvet. Aki ráért, partnereim szerepét olvasta. Nem szeretem, ha csak végszavaznak. Jobban beleélem magam a cselekménybe, ha a kollégáim szerepét is pontosan tudom. Ma jöttem rá, hogy Stuart Mária mennyire jó szándékú királynő volt. Közismert, hogy a hatalom általában megváltoztatja az emberek magatartását. A skót királynő kivétel volt. Gondolkodásmódja még ma is modernnek minősíthető. A külső szépsége is lelki gazdagsággal párosult. Már tudom, hogy borzasztó nagy terhet vettem a vállamra. Színházban sokkal könnyebb dolog lenne. Ott a szöveg mozgáshoz és csapatmunkához kötődik, itthon pedig magamra utalva, egyedül küszködöm a szereppel. És ilyen neves történelmi egyéniséget, mint Stuart Mária volt, még sosem keltettem életre.
Január 20. Megbeszélésem volt Radó Gyulával, a rendezővel. Kihúztunk néhány jelenetet a darabból, amelyek színpadon ugyan ismétlődhettek volna a fokozás végett, a tévédrámát azonban vontatottá tehették volna. Beszéltem a sminkmesterrel is: a hajam fel lesz tűzve, de a göndörsége megmarad. Pár nap múlva már a tévében próbálunk. Kíváncsian várom, milyen hatással lesz rám a partnereim, Kern András, Márkus László, Koltai Róbert, Tordy Géza és Balázs Péter játéka. 
Január 25. Még mindig nem vagyok biztos benne, képes leszek-e úgy megoldani a feladatomat, hogy hiteles alakítást nyújtsak. Reménykedem ...
Január 31. Elkezdtük a próbákat a tévé stúdiójában. Tapasztalataim alapján azt hittem, hogy a rendezői instrukciók megkönnyítik majd a feladatomat. Tévedtem. Napok óta ismét úgy érzem, magamra hagytak a hatalmas monológgal. Éjjel-nappal azon töröm a fejemet, valójában miért is izgulok, hiszen a szöveget már teljesen elsajátítottam. Örülök, hogy képekben dolgozunk. így legalább részleteiben is tisztán látom Kocsis István drámáját. Már világosan látom, hogy Stuart Mária sokkal nagyvonalúbb volt, mint a koronatanács többi tagja. Bár tart a hatalomtól, erősen hisz abban, hogy megváltoztatja a lordokat, s ezzel Skóciát is talpra állítja. Annyira bízik magában, hogy ridegen elutasítja spanyol és osztrák kérőjét, de még a szövetségesekkel való kapcsolatáról is lemond. Talán ez volt az egyetlen hibája...
Február 12. Egy-két nap múlva befejezzük A korona aranyból van forgatását. Véleményem szerint elég kevés próbát tartottunk — ritkán találkoztam az összes partneremmel —, de bízom benne, hogy jól végződnek majd a felvételek. Egyben biztos vagyok: ezt a Stuart Máriát senki sem ismeri...”